# Mint (Band)
Mint war eine deutsche Band, die von 1984 bis 1990 existierte.

## Geschichte
Die Gründungsmitglieder trafen sich 1984 in der Galerie Werkstatt Odem in Hannover. Der Bandname leitet sich als Akronym von Mythen in Tüten ab, eine Band, bei der Emilio Winschetti und Rüdiger Klose vorher gespielt hatten. Peter Friedrich Stephan kam von der Punk-Jazz-Gruppe Zatopek. Klose war auch bei den 39 Clocks, Exit Out und Kastrierte Philosophen aktiv, und Winschetti gründete 1986 parallel zusammen mit Tom Redecker das Duo The Perc Meets the Hidden Gentleman.
Während ihres Plattenvertrages bei Constrictor (1986/87) sollte sich die Band auf Wunsch des Labelchefs Philip Boa einen internationaleren Namen geben, der in Mint Addicts gefunden wurde. Nach dem Wechsel zum Vielklang-Label (Berlin) 1988 machte die Band unter dem Namen The Mint weiter. Bei der letzten LP, die Anfang 1990 während einer DDR-Tour live aufgenommen wurde, war als einziges Gründungsmitglied noch Emilio Winschetti dabei.

## Stil
Die unterschiedlichen Herkünfte der Musiker aus Neue Deutsche Welle, Jazz und Noise verbanden sich zu einer
„musikalisch enorm kompetenten und vielseitigen deutschen Band! Die Wurzeln/Einflüsse dieser Band liegen eindeutig in den Siebzigern: Doors, Can, Captain Beefheart, T. Rex, ja sogar King Crimson höre ich als Roots heraus. Aber – keine Angst – die MINT ADDICTS klingen durchaus nicht altmodisch, sondern verarbeiten diese Stilrichtungen mit Spätachtziger-Underground, Noise Pop, New Wave/New Rock.“

### Platten
Auf den Platten sind Atonales und Melodiöses, vertrackte Rhythmen und Tanzbares, schräge Soli und hymnische Refrains zu hören. Exemplarisch sind die Titel „Ruby Eyes“ (Strophe im 11/8-Takt, Refrain im 4/4-Takt), „Lady Luck“ (Strophe im 10/8-Takt, Refrain im 4/4-Takt) und „8 dark suits“ (keyboard im 12/8-Takt, Schlagzeug im 2/4-Takt). Häufig entwickeln sich hypnotisch wirkende Beats wie in „Cinema“, teils mit eigenwilliger Gitarrenstimmung kombiniert wie bei „Love Mirror“.

### Live
Im Konzert wurden die Stücke durch längere, häufig ekstatische Improvisationen verändert, so 1988 auf einer Tour durch Polen (Abschlusskonzert im Warschauer Kulturpalast, u. a. mit Die Tödliche Doris, The Wolfgang Press und David Thomas) und 1989 unmittelbar nach dem Mauerfall durch die DDR.

## Diskografie
- 1986 als MINT, 7’’-Single: Thunder, Strom & Lightning mit: In the middle of the rain, Hee-Haw/Eyelevel, Überschall (EFA 1601)
- 1987 als MINT ADDICTS, LP: Naked Eyes, Constrictor LC 8587, CON! 00019 (EFA 04868)
- 1987 als MINT ADDICTS, 7’’-Single: Chicken Chasing, Billie & Melina, Constrictor LC 8587, CON! 00025 (EFA 04874)
- 1987 als MINT ADDICTS, 12’’-Maxi: Get out of the Ghetto! Constrictor LC 8587, CON! 00029 (EFA 04878)
- 1988 als THE MINT, 7’’-Single: Net of fame, Stop the production, Vielklang LC 8711 (EFA 04253-40)
- 1988 als THE MINT, LP: Fumble Jelly Hoky Poky, Vielklang LC 8711 (EFA 04260-08)
- 1989 als THE MINT, 12’’-Mini-LP: Look into the love mirror, Vielklang LC 8711 (EFA 04280-03)
- 1990 als THE MINT, LP: In a parallel world, Hidden Records LC 4149 (Bulb 001)

## Kritiken
- „(…) eine weitere Gruppe von internationalem Rang.“ Pop Noise 1986

### Soundfiles
- Ausschnitte aus der LP Naked Eyes (1987)
- Ausschnitte aus der LP Fumble Jelly Hoky Poky (1988)
- Ausschnitte aus der Mini-LP Look into the love mirror (1989)